# Els matins
Els matins o Els matins de TV3 (en castellano, Las mañanas) es un programa de televisión que se emite en TV3, TV3CAT y 3/24. En la actualidad, el programa es presentado por Lídia Heredia, Carles Costa y Núria Solé, se emite por las mañanas de lunes a viernes y es diverso en lo que a temas a tratar se refiere. Una de las características es la participación de la audiencia por SMS, teléfono 902, correo electrónico, Facebook o Twitter.

## Estructura

### Presentadora: Lidia Heredia
- 8h - 8.35h: Bloque informativo que incluye información general, economía, deportes, meteorología y tráfico.
- 8.35h - 9h: Entrevista.
- 9h - 10h: Tertulia.

### Presentadores: Núria Solé y Carles Costa
- 10h - 11h: Revistas de prensa, microsecciones de bolsa de trabajo, medioambiente, salud, etc.
- 11h - 11.45h: Crónica social.
- 11.45h - 12.15h: Análisis de actualidad.
- 12.15h - 13h: Debates.

Entre las 9 y las 11 de la mañana se va actualizando la información, con conexiones permanentes con 3/24. Además, tiene lugar un repaso sobre la información del tráfico y el tiempo. Tienen lugar también conexiones en directo con reporteros del programa situados en puntos concretos de Cataluña.

## Historia
El 23 de abril de 2004, bajo la autorización del entonces director de TVC Francesc Escribano y la dirección del propio Josep Cuní, se estrenó Els matins con la voluntad de reformar la parrilla matutina de la cadena. Desde entonces, ha conseguido ser líder matutino y un Premio Ondas. En la recta inicial, el programa estuvo copresentado por Cuní y por Helena García Melero.
En 2007, Helena García Melero abandonó el programa por embarazo y le sustituyó Lídia Heredia. Tras la baja maternal, Helena García Melero se reincorporó a Els Matins -después del fracaso de Hora Q-.
El 10 de junio de 2011 se hizo público que Cuní, después de 7 años dirigiendo y presentando el programa, abandonaría TV3 para presentar un nuevo magazine en 8tv. El 22 de julio de ese año Cuní presentó su último Els matins. En septiembre inicia su nuevo magacín en la cadena 8tv.
En septiembre de 2011 se inicia una nueva temporada con las presentadoras Ariadna Oltra y Helena García Melero.
Desde 2014 Lidia Heredia substituye a Ariadna Oltra, que pasó a presentar un programa de actualidad informativa semanal en la misma cadena, para pasar a presentar a partir de la temporada 2015 el TN Migdia. Coincidiendo con este último cambio Helena García Melero abandonó el programa matutino para pasar a presentar el magazine de tardes Divendres, siendo substituida por Núria Solé, cediéndole su sitio en los informativos de la cadena pública catalana a Ariadna Oltra

## Colaboradores
- Martí Gironell se encarga del tráfico.
- Eloi Cordomí de la meteorología.
- Aurora Massip de la economía.
- Isabel Bosch de los deportes.
- Marc Pérez está al cargo de la participación de la audiencia.
- Empar Moliner habla sobre sus cartas al espectador.
- José Luis Gallego se encarga del medio ambiente.
- Maika Navarro y Nando García de los sucesos.
- Margarita Puig y Núria Feliu son la visión femenina.
- M. Josep Soler se encarga de la moda, con su sección tendéncias.

## Antiguos colaboradores
- Pilar Rahola y Sergi Pàmies como tertulianos, hasta la séptima temporada, abandonan la cadena junto a Josep Cuní.